# Fritz Lönnegren

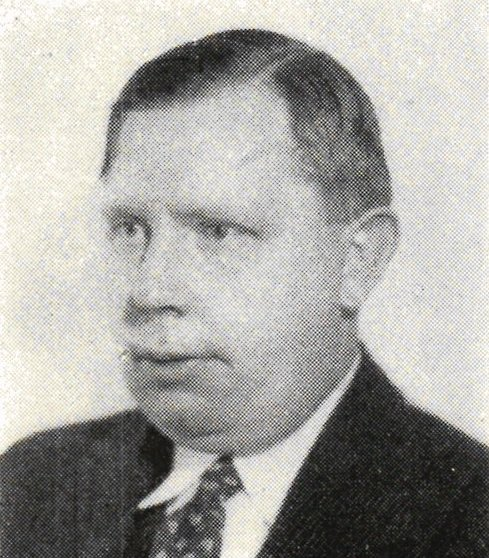
Fritz Lönnegren.

Fritz Leonard Lönnegren, född 18 juni 1895 i Kalmar, död där 13 mars 1971, var en svensk journalist och tidningsman.

## Biografi
Lönnegren var son till målarmästaren Rudolf Theodor Lönnegren och Emeli Sofia, född Karlsson. Efter skolgång vid Kalmar högre allmänna läroverk blev han kontorist hos speditionsfirman J.M. Bohm i Stockholm 1913. Han var 1914–1919 anställd vid Säfveåns AB, Orrefors bruksaktiebolag och AB Svenska Fönsterglasbruken i Orrefors. 
År 1919 blev han medarbetare i Jönköpings Läns Tidning, vars redaktionssekreterare han var 1920–1923. Lönnegren var 1923–1924 redaktionssekreterare vid Smålands Allehanda och vid Karlskrona-Tidningen 1924–1929, samt andre redaktör vid Sundsvalls-Posten 1930–1931. År 1931 blev han medarbetare i Aftonbladet, där han blev andre redaktör 1936 och ansvarig utgivare 1938. Åren 1936–1943 var han även Aftonbladets politiske redaktör och visade där i sina artiklar, särskilt efter invasionen av Sovjetunionen 1941, stark sympati för Nazitysklands utrikespolitik.
Från 1925 var Lönnegren gift med Dora, född Axelson.